# 毛胸蝇属
毛胸蝇属隶属于双翅目蝇科点蝇亚科，全球生物物种名录（Catalogue of Life）收录了本属3种。
本属是1970年由阿德里安·庞特和筱永哲根据在日本北海道发现的新种弯突毛胸蝇（Huckettomyia watanabei）而创立的分类群，以其前胸腹板具有刚毛为主要特征。学名取自专注于北美洲蝇科研究的学者 Hugh C. Huckett 的姓氏。

## 属征
雄蝇眼合生，雌蝇眼离生，眼有分散的微毛；雌蝇有前倾上眶鬃和交叉间额鬃；触角芒具毳毛，最长的纤毛不及芒粗。胸：中鬃0+（1～3）；背中鬃2+（3～4）；翅内鬃0+2；前胸基腹片、翅侧片后半部两侧缘具小刚毛；前胸侧板、翅侧片和下侧片均裸，腹侧片鬃1:2。翅：亚前缘脉齿股蝇（Hydrotaea）型，全脉不呈弓把形弯曲；m1+2与r4+5脉在翅末端几乎平行或轻微背离；下腋瓣呈棘蝇型。后足基节后表面裸；后胫有3个后背鬃。腹部第一腹板裸。

## 物种
- 尼泊尔毛胸蝇 Huckettomyia nepalensis Shinonaga，1994
- Huckettomyia secunda Pont & Vikhrev, 2010
- 弯突毛胸蝇 Huckettomyia watanabei Pont & Shinonaga, 1970